# 恋ノ行方
「恋ノ行方」（こいのゆくえ）は、日本のコスプレイヤー・あかせあかりのメジャーデビューシングル。2022年2月23日にSACRA MUSIC（Sony Music Labels Inc.）より発売。

## 概要
- メジャーデビューシングル[7]。
- CDは、通常盤・期間生産限定盤 / アニメ盤（アニメ絵柄盤）・初回仕様限定盤の3形態で発売された。
- 表題曲「恋ノ行方」は、TOKYO MXほかアニメ『その着せ替え人形は恋をする』エンディングテーマに起用された[8]。
- TikTokに投稿したダンス動画は、公開から30時間で100万回再生を突破した[9]。
- 2022年1月1日、TBS「CDTVライブ!ライブ! 年越しスペシャル 2021→2022」にてテレビ初披露[10][11]。
- 2月4日、ニッポン放送「2月度優秀新人」に選ばれる[12]。
- 2月12日、ぴあアリーナMMで開催された「オダイバ!!超次元音楽祭 -ヨコハマからハッピーバレンタインフェス2022 -supported by Coke ON」にオープニングアクトとして出演[13]。ステージデビューを飾った[14]。
- 2月23日、タワーレコード渋谷店B1F CUTUP STUDIOでリリース記念イベントが行われた[15]。

## ミュージック・ビデオ
- 2022年1月9日に公開[17]。あかせがアニメの主人公・喜多川海夢や、 作中に登場するキャラクター黒江雫、ブラックロベリアの完成度の高いコスプレを披露[16]。自ら用意したウィッグセットやメイク、サビの歌詞「フワフワ フワフワ」に合わせた振りが特徴的な「フワフワダンス」が話題となっている[18]。
- 1月22日、100万回再生を突破[19]。
- 1月30日、200万回再生を突破[20]。
- 2月13日、300万回再生を突破[21]。また、TikTok「あかせあかりのCover’s Wednesday」の計10曲のカバー曲の累計再生回数が400万回再生を突破した[22]。
- 3月1日、400万回再生を突破[23]。また、TikTok「あかせあかりのCover’s Wednesday」の計12曲のカバー曲の累計再生回数が500万回再生を突破。
- 3月10日、450万回再生を突破[24]。また、TikTokのユーザー投稿数が1400本を突破[25]。
- 3月16日、500万回再生を突破[26]。また、TikTokでユーザー投稿数が1800本を超えた[27]。

| 再生数 | コメント | 出典   |
| ------ | --- | ------ |
| 100万  | 「100万回再生ありがとうございます！ デビュー曲のMVがこんなに素敵なものになって、そのMVが国内外のたくさんの方に観ていただけてとてもうれしい気持ちでいっぱいです。 私のお気に入りは、キラキラになった学校の廊下を歩いていくシーンなのですが、キャラクターの充実している魅力を少しでも惹き出せたのではないかなと思っています。 自分でウィッグセット、メイクをさせていただいて表情や踊り方も含めて、こだわったところがたくさんあるので、最初のそれぞれのキャラの目のアップのときのメイクやカラコン、それぞれの踊り方や表情の細かな違いにも注目して観てみてください！」                                              | [ 28 ] |
| 200万  | 「200万回を突破したとのことで、ありがとうございます！ 「恋ノ行方」は、アニメ作品に寄り添っていて、海夢の気持ちとリンクしているところがたくさんあります。 ですが、それだけではなく、聴いてくださっている方の中に「好きすぎてどうしよう」という恋を、作品や想い人にしている方が男女問わずいると思うので、心に芽生えた恋する気持ちは自分だけじゃないって力や、一歩踏み出す勇気などをこの曲からもらっていただけたらうれしいです！ 応援してくださっている皆さんへの感謝の気持ちを込めて、私がコスプレ衣装で生配信する『YouTube Liveコスプレ生配信』を毎週日曜日に実施します。 ぜひ皆さん楽しみにしていてください。」 | [ 29 ] |
| 300万  | 「たくさん聴いて、見ていただきとてもうれしいです。 カバー曲は私が好きなボカロ曲を中心に選ばせていただいているのですが『これをきっかけに初めてこの曲を聴いた！』って方や『このカバー曲をきっかけに初めてあかせのことを知った！』という方もいたので、投稿して本当によかったと思いました。 YouTubeの方でも動画を公開しているので、そちらも合わせてたくさんの方々に聴いていただけるとうれしいです！」 | [ 30 ] |
| 400万  | 「『恋ノ行方』でメジャーデビューをさせていただき、 実際に店舗に自分のCDが並んでいるのを見て、改めてこのように歌わせていただけることがとてもうれしいな、と感じました。 MVも引き続き再生していただいてありがとうございます。たくさんの方の“好き”が詰まった作品です。MV制作に関わってくださった皆様の好きで作り上げたMVをもっともっとたくさんの方に見ていただけたらうれしいです。今後もアーティスト活動は続けつつ、子供の頃からの夢であった女優としての活動もしていきたいです」 | [ 31 ] |
| 500万  | 「『恋ノ行方』MV500万回再生ありがとうございます！ 沢山の方に聴いて、観て頂いていて驚きと同時にとても嬉しいです。 TikTokの「ふわふわダンス」も凄く可愛いので是非真似して踊ってみて下さい！ カップリング曲である「輝きフォトグラフ」、「ダイスキ」も「恋ノ行方」同様に沢山の方に聴いていただけたら嬉しいです！ 今後もアーティスト活動と子供の頃からの夢であった女優としての活動も頑張っていきたいです！」 | [ 32 ] |

### クレジット
- 監督 - ZUMI
- 振付 - CRE8BOY
- 衣装 - 茅野しのぶ（オサレカンパニー）

### 衣装
2022年1月9日にアーティスト写真が解禁。
『その着せ替え人形は恋をする』に登場するキャラクター・黒江雫と連動した写真となっている。
ジャケット写真は、初回仕様限定盤ではこの写真が使われており、通常盤では別バージョンが使われている。
SHIBUYA TSUTAYAやタワーレコード渋谷店他、対象店舗にて、TVアニメ『その着せ替えは恋をする』のキャラクターイラストと、あかせあかりのコスプレ写真を展示した、『TVアニメ「その着せ替え人形は恋をする」コラボパネル展』が開催。アニメイラストと、あかせあかりのコスプレ写真を一度に観ることができるキャンペーンとなっている。（後述）

## 楽曲説明
1. 恋ノ行方
  - TOKYO MXほかアニメ『その着せ替え人形は恋をする』エンディングテーマ[34]
  - 大切な人を一途に想い続けるピュアなラブソング。
  - 2022年1月9日、先行配信開始[35]。
  - 同日、ミュージック・ビデオが公開[36]。
2. 輝きフォトグラフ
  - この曲について、あかせは「一緒に過ごす日々でシャッターを切って最高の瞬間を残している、そんな中で恋をしていることを楽しんでいる様な曲です。元気で明るい人物を描いている歌詞なので、明るく、弾む様に歌っています。片思いの恋している方々に聴いていただき、是非恋を楽しむモチベーションにしてほしいです。」と語った[37]。
  - 2月21日、歌唱動画（Official Movie）が公開[38]。
3. ダイスキ
  - この曲について、あかせは「『恋ノ行方』『輝きフォトグラフ』と同じくラブソングになっているが、今回の収録曲の中で1番明るく、元気になれる曲」としており「掛け声など皆で歌える箇所がある曲なので、是非お友達と覚えてカラオケ等で歌ってみて下さい!」と語った[39]。
  - 2月22日、歌唱動画（Official Movie）が公開[39]。

## 収録内容

### 通常盤
| Sound Director: 矢山貴之（Sony Music） |                                    |                |                        |                |       |
| #                                      | タイトル                           | 作詞           | 作曲                   | 編曲           | 時間  |
| 1.                                     | 「恋ノ行方」                       | NA.ZU.NA       | NA.ZU.NA               |                | 3:38  |
| 2.                                     | 「輝きフォトグラフ」               | ヤナガワタカオ | ヤナガワタカオ         | ヤナガワタカオ | 3:48  |
| 3.                                     | 「ダイスキ」                       | NA.ZU.NA       | 小久保祐希 YUU for YOU | YUU for YOU    | 3:55  |
| 4.                                     | 「恋ノ行方」(instrumental)         |                |                        |                | 3:38  |
| 5.                                     | 「輝きフォトグラフ」(instrumental) |                |                        |                | 3:48  |
| 6.                                     | 「ダイスキ」(instrumental)         |                |                        |                | 3:53  |
| 合計時間:                              | 合計時間:                          | 合計時間:      | 合計時間:              | 合計時間:      | 22:40 |

### 初回仕様限定盤
| Sound Director: 矢山貴之（Sony Music） |                                    |                |                |                |       |
| #                                      | タイトル                           | 作詞           | 作曲           | 編曲           | 時間  |
| 1.                                     | 「恋ノ行方」                       | NA.ZU.NA       | NA.ZU.NA       |                | 3:38  |
| 2.                                     | 「輝きフォトグラフ」               | ヤナガワタカオ | ヤナガワタカオ | ヤナガワタカオ | 3:48  |
| 3.                                     | 「恋ノ行方」(instrumental)         |                |                |                | 3:38  |
| 4.                                     | 「輝きフォトグラフ」(instrumental) |                |                |                | 3:48  |
| 合計時間:                              | 合計時間:                          | 合計時間:      | 合計時間:      | 合計時間:      | 14:52 |

| #  | タイトル                    | 作詞 | 作曲・編曲 |
| -- | --------------------------- | ---- | ---------- |
| 1. | 「恋ノ行方 Music Video」    |      |            |
| 2. | 「恋ノ行方 メイキング映像」 |      |            |

### 期間生産限定盤 / アニメ盤
| Sound Director: 矢山貴之（Sony Music） |                                    |           |           |           |       |
| #                                      | タイトル                           | 作詞      | 作曲      | 編曲      | 時間  |
| 1.                                     | 「恋ノ行方」                       | NA.ZU.NA  | NA.ZU.NA  |           | 3:38  |
| 2.                                     | 「恋ノ行方 TV Size」               | NA.ZU.NA  | NA.ZU.NA  |           | 1:31  |
| 3.                                     | 「恋ノ行方」(instrumental)         |           |           |           | 3:38  |
| 4.                                     | 「恋ノ行方 TV Size」(instrumental) |           |           |           | 1:30  |
| 合計時間:                              | 合計時間:                          | 合計時間: | 合計時間: | 合計時間: | 10:17 |

| #  | タイトル                                                         | 作詞 | 作曲・編曲 |
| -- | ---------------------------------------------------------------- | ---- | ---------- |
| 1. | 「「その着せ替え人形は恋をする」ノンクレジットエンディング映像」 |      |            |

### Special Edition
| Sound Director: 矢山貴之（Sony Music） |                                    |                |                        |                |       |
| #                                      | タイトル                           | 作詞           | 作曲                   | 編曲           | 時間  |
| 1.                                     | 「恋ノ行方」                       | NA.ZU.NA       | NA.ZU.NA               |                | 3:38  |
| 2.                                     | 「輝きフォトグラフ」               | ヤナガワタカオ | ヤナガワタカオ         | ヤナガワタカオ | 3:48  |
| 3.                                     | 「ダイスキ」                       | NA.ZU.NA       | 小久保祐希 YUU for YOU | YUU for YOU    | 3:55  |
| 4.                                     | 「恋ノ行方 TV Size」               | NA.ZU.NA       | NA.ZU.NA               |                | 1:31  |
| 5.                                     | 「恋ノ行方」(instrumental)         |                |                        |                | 3:38  |
| 6.                                     | 「輝きフォトグラフ」(instrumental) |                |                        |                | 3:48  |
| 7.                                     | 「ダイスキ」(instrumental)         |                |                        |                | 3:53  |
| 8.                                     | 「恋ノ行方 TV Size」(instrumental) |                |                        |                | 1:30  |
| 合計時間:                              | 合計時間:                          | 合計時間:      | 合計時間:              | 合計時間:      | 25:41 |

## 特典

### 封入特典
初回仕様限定特典
「サイン入りチェキプレゼント」応募はがき封入（応募締切日：2022年3月31日（木）当日消印有効）
生写真封入:描き下ろしアニメ絵柄2種2枚封（「黒江雫」、「ブラックロベリア」）

### 購入者特典
| 対象店舗                                 | 特典内容                                                        | 備考 |
| ---------------------------------------- | --------------------------------------------------------------- | ---- |
| 全国アニメイト（通販含む）               | 特典A: TVアニメ「その着せ替え人形は恋をする」絵柄クリアファイル |      |
| ゲーマーズ全店（オンラインショップ含む） | 特典A: TVアニメ「その着せ替え人形は恋をする」絵柄クリアファイル |      |
| ソフマップ                               | 特典A: TVアニメ「その着せ替え人形は恋をする」絵柄クリアファイル |      |
| 楽天ブックス                             | 特典B:「あかせあかり」コスプレ絵柄クリアファイル                |      |
| セブンネットショッピング                 | 特典B:「あかせあかり」コスプレ絵柄クリアファイル                |      |
| タワーレコード                           | 特典B:「あかせあかり」コスプレ絵柄クリアファイル                |      |
| Sony Music Shop                          | 特典B:「あかせあかり」コスプレ絵柄クリアファイル                |      |
| TSUTAYA                                  | 特典B:「あかせあかり」コスプレ絵柄クリアファイル                |      |
| HMV & BOOKS online                       | 特典B:「あかせあかり」コスプレ絵柄クリアファイル                |      |
| Amazon.co.jp                             | メガジャケ                                                      |      |

## 店頭キャンペーン
メジャーデビューシングル「恋ノ行方」発売記念キャンペーン。
順番はあかせの所属事務所のホームページの記載に準ずる。
① TVアニメ「その着せ替え人形は恋をする」コラボパネル展
『その着せ替え人形は恋をする』キャラクターイラストとあかせあかりのコスプレ写真を展示。
② 展示パネル抽選キャンペーン
期間中、対象店舗にて「恋ノ行方」を購入した人を対象に、抽選で『直筆サイン入りA4パネル』がプレゼント。
③ 衣装展
期間中、対象店舗にてあかせがジャケット写真やMVで着用した『着せ恋』コスプレ衣装を展示。
④ 「あかせあかり」スペシャルメッセージレシート発行
期間中、対象店舗にて「恋ノ行方」を購入した人を対象に『あかせあかり スペシャルメッセージ&サイン』が印字されたレシートがプレゼント。
⑤ 撮りおろし店頭コメント放映
期間中、対象店舗にて、あかせあかりの撮りおろしコメント動画を放映。
⑥ ＜東海エリア＞でらMUSIC!!presents『恋ノ行方』発売記念店頭抽選会
期間中、対象店舗にて「恋ノ行方」を購入した人を対象に、1枚につき1回、抽選会に参加可能。
抽選でサイン入りチェキやサイン入りパネルなどの豪華景品がプレゼント。
景品内容
A賞:『あかせあかり直筆サイン入りパネル』
B賞:『あかせあかり直筆サイン入りチェキ』
※各賞なくなり次第終了。はずれあり。
| 対象店舗                          | 対象                      | 備考                      |
| --------------------------------- | ------------------------- | ------------------------- |
| SHIBUYA TSUTAYA                   | ①②                        |                           |
| タワーレコード渋谷店              | ①②                        |                           |
| AKIHABARAゲーマーズ本店           | ①②③                       | [ 41 ]                    |
| ソフマップAKIBAアミューズメント館 | ①③⑤                       |                           |
| アニメイト 名古屋                 | ①⑥                        |                           |
| ゲーマーズ 名古屋店               | ①⑥                        | [ 41 ]                    |
| 新星堂 アスナル金山店             | ①⑥                        |                           |
| タワーレコード 大高店             | ①⑥                        |                           |
| タワーレコード 名古屋パルコ店     | ①⑥                        |                           |
| Joshin日本橋店                    | ①②④                       |                           |
| 実施期間                          | ①②④⑥ 2022年2月22日 - 28日 | ①②④⑥ 2022年2月22日 - 28日 |
| 実施期間                          | ③⑤ 2月23日 - 28日         |                           |

## 楽曲披露
| 放送日        | 番組                                                  | 出典   |
| ------------- | ----------------------------------------------------- | ------ |
| 2022年1月1日  | TBS『CDTVライブ!ライブ! 年越しスペシャル! 2021→2022』 | [ 42 ] |
| 2022年2月22日 | TBS『PLAYLIST』                                       | [ 43 ] |
| 2022年2月26日 | 日本テレビ『バズリズム02』                            | [ 44 ] |
| 2022年3月5日  | NHK『シブヤノオト』                                   | [ 45 ] |
| 2022年3月7日  | フジテレビ『Love music』                              | [ 46 ] |